# 居組駅
居組駅（いぐみえき）は、兵庫県美方郡新温泉町居組字大坂にある、西日本旅客鉄道（JR西日本）山陰本線の駅である。

## 概要
福知山管理部が管轄する最西端の駅で、兵庫県に所在する山陰本線の駅としては起点から見て最後の駅で、当駅以西は鳥取県に入る。
当駅と東浜駅の間（上り第3閉塞信号付近）に福知山管理部（旧・福知山支社）と山陰支社（旧米子支社）の境界標が存在する。当駅の絶対信号機（場内・出発信号機）が2013年夏に廃止されるまでは、時折当駅を起終点とする試運転列車や回送列車等が設定されることがあった。当駅に発着する定期列車の殆どは米子支社鳥取鉄道部側の列車で占められているが、当駅の設備は福知山管理部管理に置かれている。

## 歴史

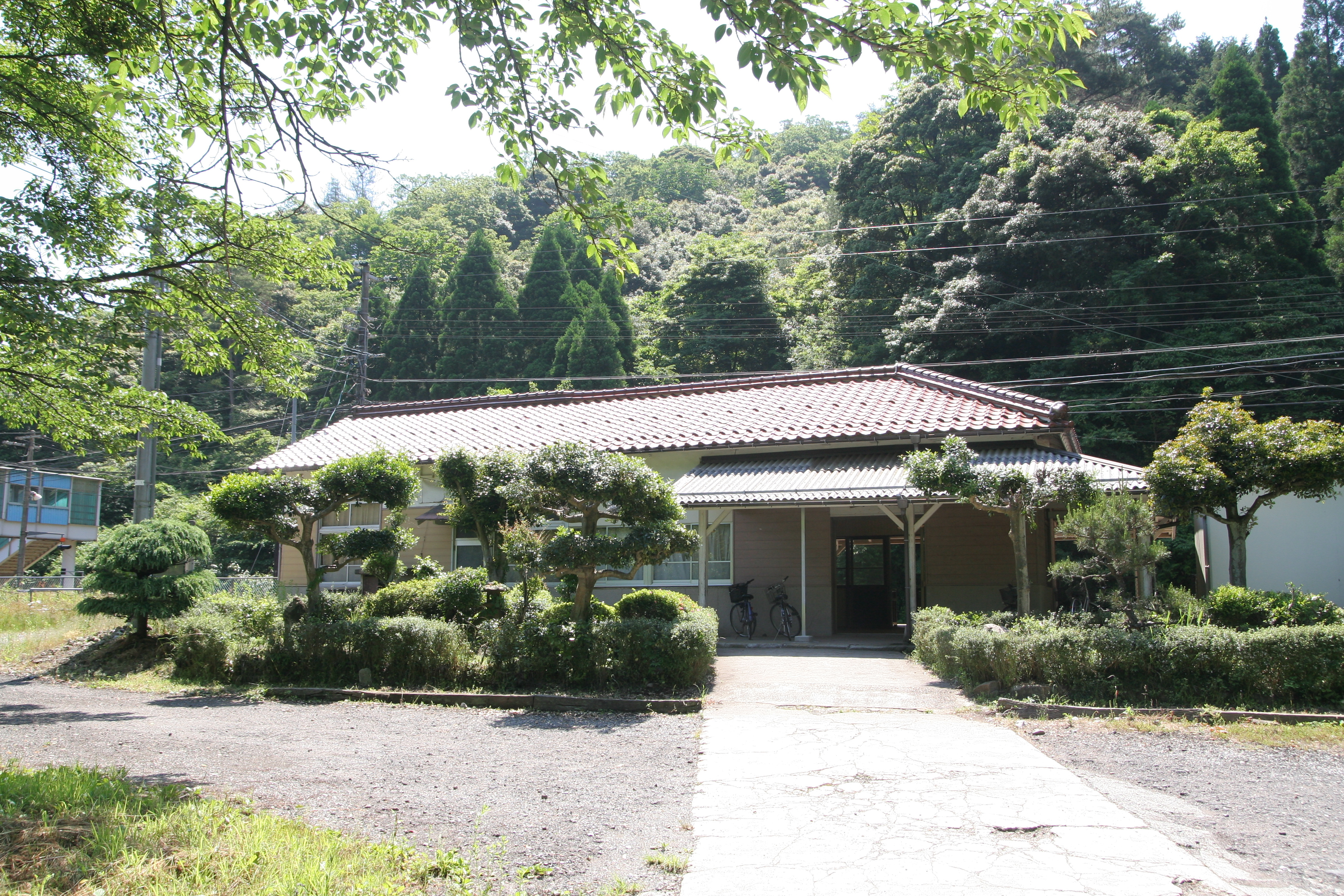
旧駅舎（2010年6月）

- 1911年（明治44年）11月10日：鉄道省山陰本線浜坂駅 - 岩美駅間延伸時に開設[1]。客貨取扱開始[2]。
  - 当時の所在地表示は兵庫県美方郡西浜村居組字大坂であった。
- 1954年（昭和29年）10月1日：浜坂町（第2次）成立に伴い、所在地表示が兵庫県美方郡浜坂町居組字大坂となる。
- 1970年（昭和45年）12月15日：日中のみ駅員配置とする[3][4]。
- 1971年（昭和46年）4月1日：貨物取扱廃止[2]。
- 1983年（昭和58年）4月4日：無人駅化[5]。
- 1987年（昭和62年）4月1日：国鉄分割民営化に伴い、西日本旅客鉄道（JR西日本）の駅となる[2]。
- 2005年（平成17年）10月1日：新温泉町成立に伴い、所在地表示が現行のものになる。
- 2008年（平成20年）3月15日：2番線ホームと連絡跨線橋を閉鎖。
- 2012年（平成24年）3月17日：ダイヤ改正に伴い、一部普通列車が通過となる[6]（当該列車は翌2013年3月16日改正で「快速」に名義変更）。
- 2019年（平成31年）：新駅舎完成。供用開始。
- 2021年（令和3年）3月13日：ダイヤ改正に伴い快速設定消滅、普通列車が全停車となる[7]。
- 2022年（令和4年）10月1日：組織改正に伴い、近畿統括本部福知山管理部管轄となる。

## 駅構造
鳥取方面に向かって右側に単式ホーム1面1線を有する地上駅（停留所）。
以前は単式・島式ホーム2面3線を有していたが3番線のポイントが撤去され（時期不明）、それから2008年（平成20年）3月14日までは2面2線で運用された（同時に2線共上下出発信号機が設置され、それまで2番線を主に使用した鳥取行は行違い列車や通過列車を除いて従来の上り線（駅舎側1番線）に発着していた）。
さらに、2008年3月15日ダイヤ改正と同時に以前の2・3番線ホームに通じる跨線橋が閉鎖され1面1線の棒線駅運用となり、浜坂方面・鳥取方面共全列車が1番線に発着することとなった。その後も2番線場内・出発信号機は2009年頃までは稼動していたが、2010年3月時点で使用停止されている。
その後、2013年夏 - 秋にかけて棒線化工事が実施された。跨線橋・絶対信号機（場内信号機・出発信号機）撤去がこれに伴い実施されている。
便所は老朽化のため使用が停止されている旨の張り紙がある。新駅舎には、便所が無い。
2018年11月頃より新駅舎建設のため、旧駅舎の解体及び仮設待合所の設置が行われ、2019年に新駅舎が完成した。新駅舎は、隣接の東浜駅のような待合所を備えた簡易的な駅舎である。
豊岡駅管理の無人駅。自動券売機も設置されていない。

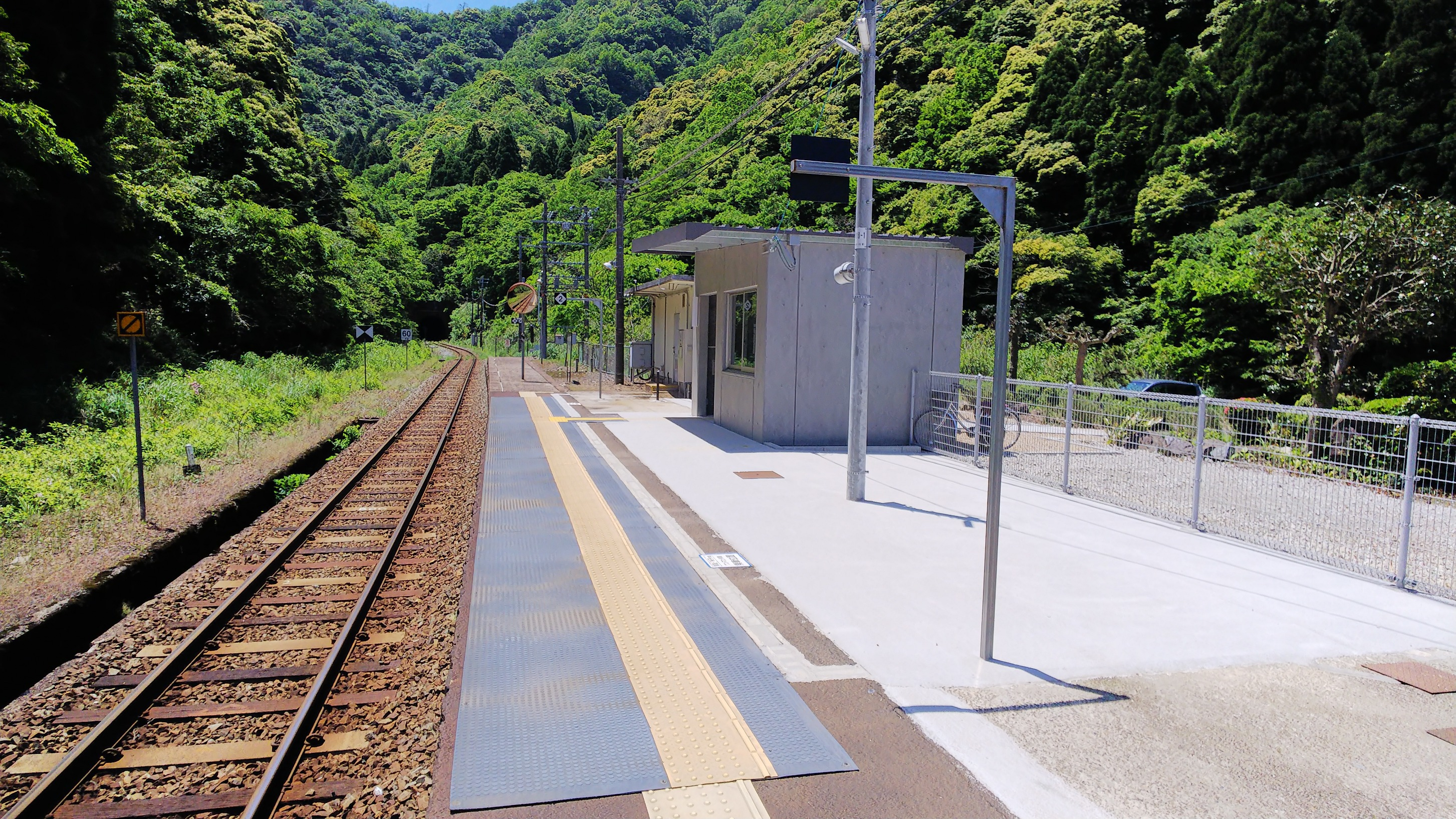
構内 鳥取方面（2019年5月）

## 利用状況
2023年度の1日平均乗降人員は16人である。
近年の1日平均乗車人員の推移は以下の通り。
| 乗車人員推移 | 乗車人員推移 |
| 年度         | 1日平均人数  |
| ------------ | ------------ |
| 2000         | 59           |
| 2001         | 67           |
| 2002         | 59           |
| 2003         | 58           |
| 2004         | 48           |
| 2005         | 47           |
| 2006         | 48           |
| 2007         | 42           |
| 2008         | 39           |
| 2009         | 31           |
| 2010         | 20           |
| 2011         | 16           |
| 2012         | 14           |
| 2013         | 13           |
| 2014         | 9            |
| 2015         | 8            |
| 2016         | 11           |
| 2020         | 6            |

## 駅周辺
居組は日本海に面した比較的大きな集落だが、駅は集落から山側に約800m程離れており、駅の周囲には民家は殆ど無い。そのため、いわゆる秘境駅として紹介されることがある。
- 居組県民サンビーチ
- 兵庫県道128号居組港居組停車場線
- 竜雲寺[1]

## アルバム

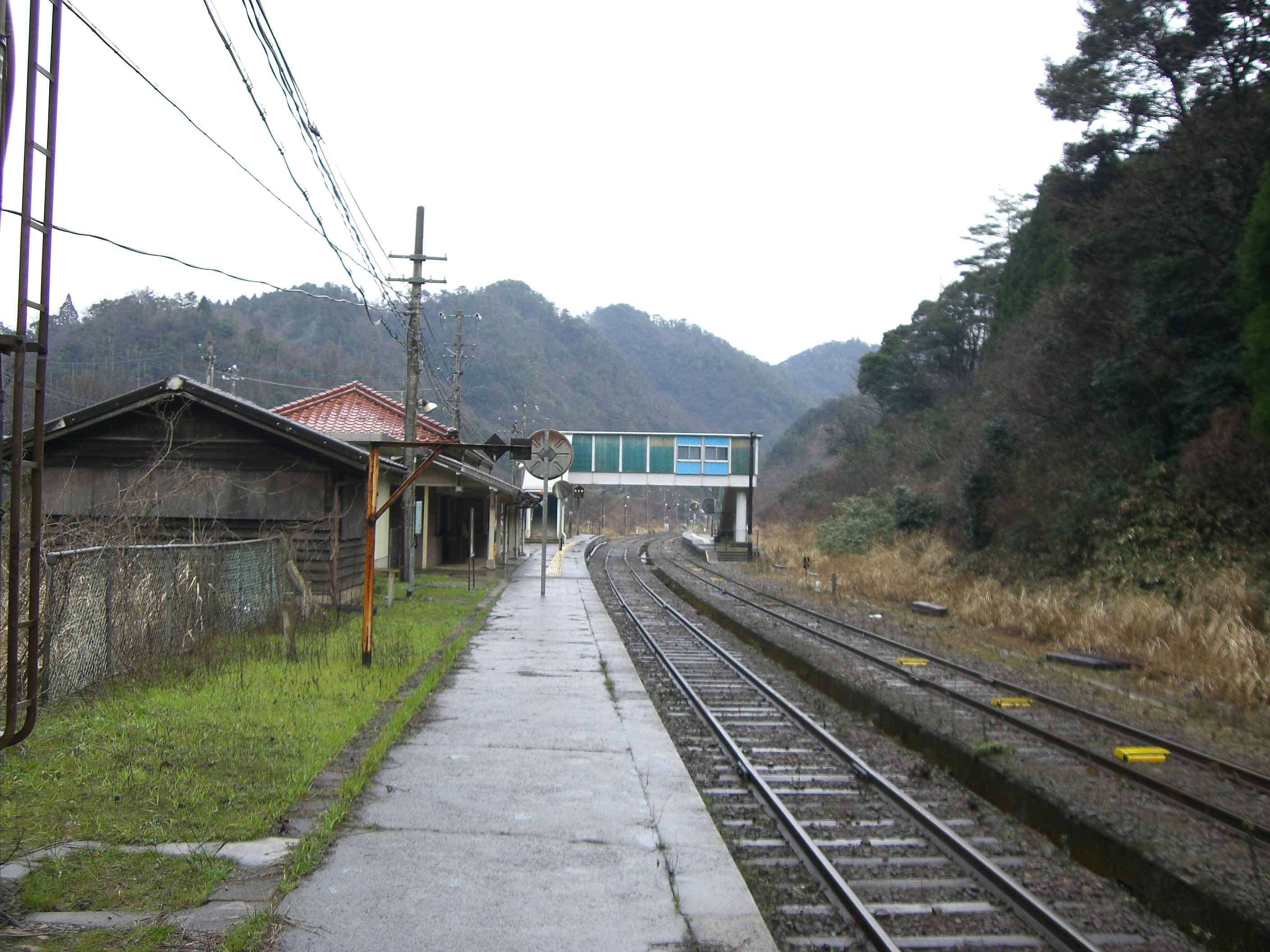
構内 浜坂方面（2007年2月、右側のホームは閉鎖）
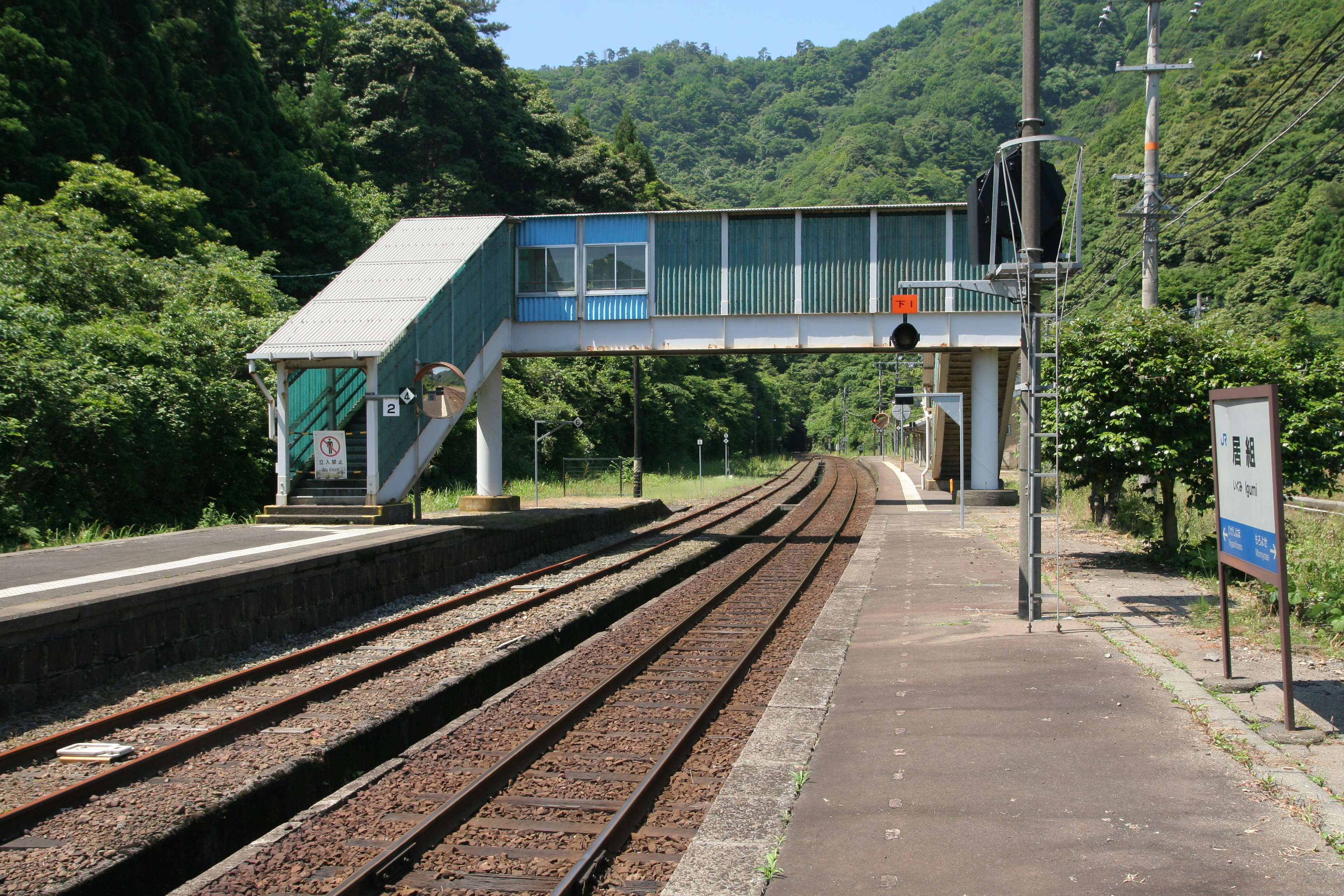
構内 鳥取方面（2010年6月）
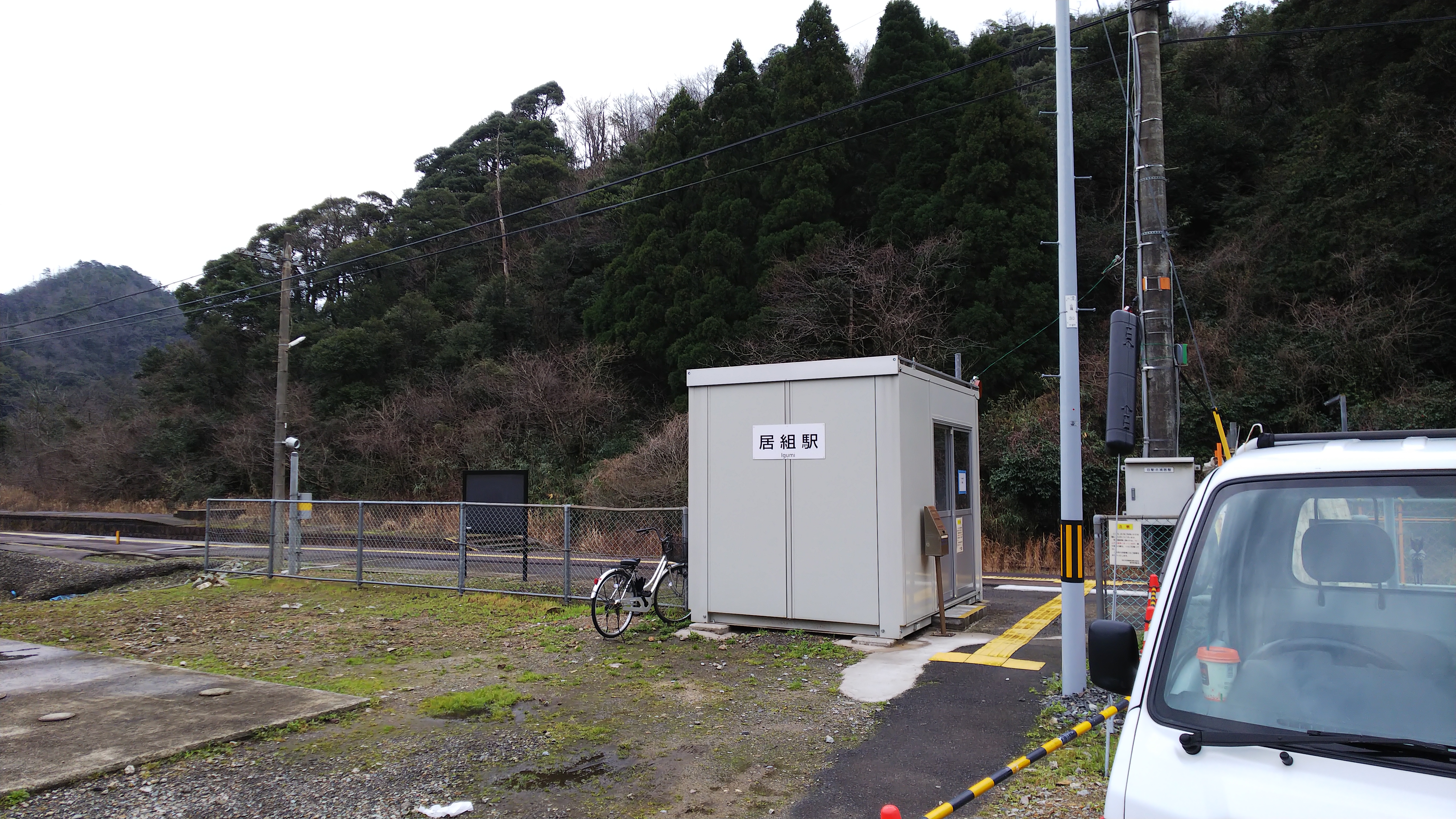
居組駅 仮駅舎（2019年3月）
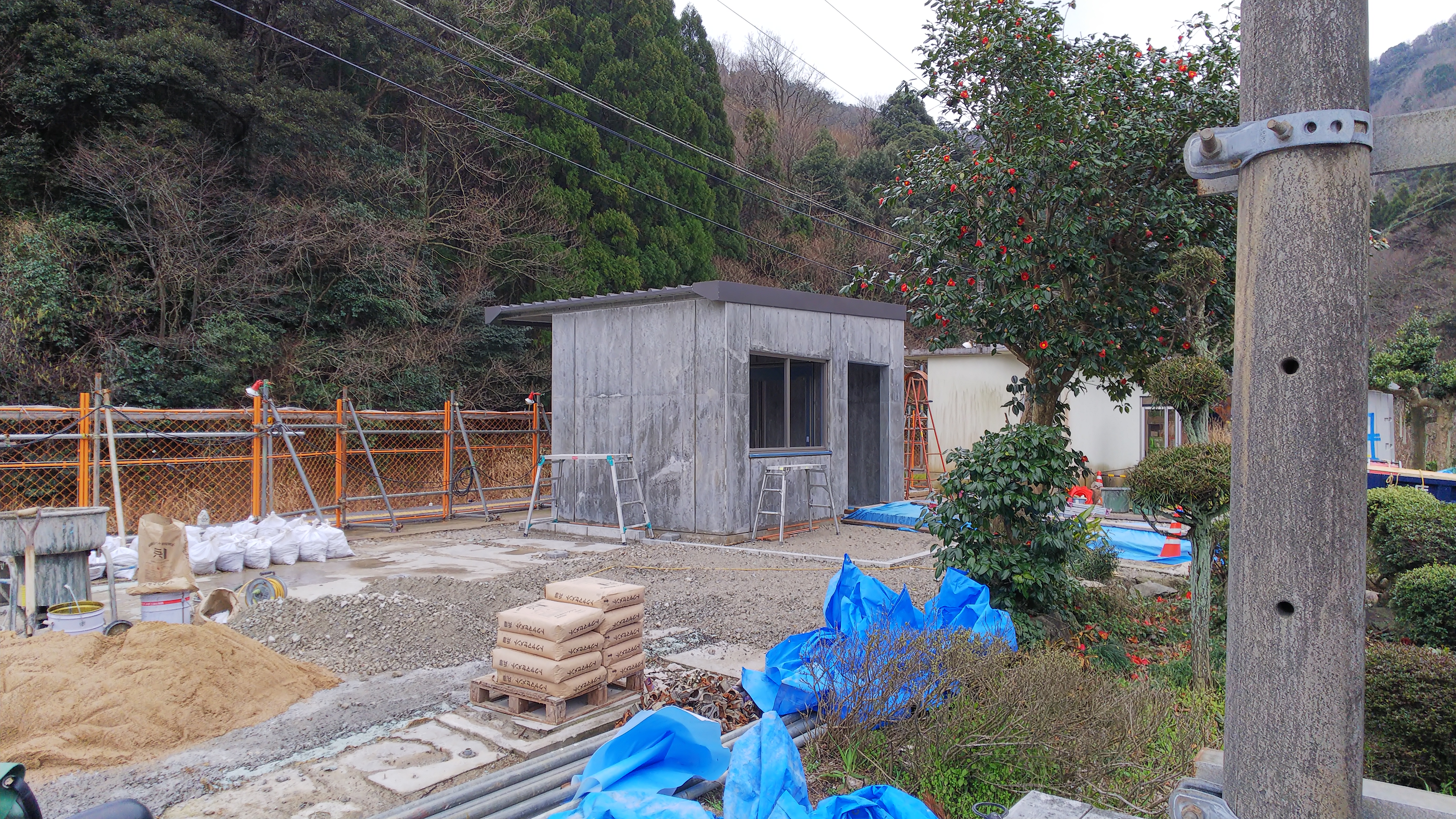
居組駅 新駅舎（2019年3月）

## 隣の駅
西日本旅客鉄道（JR西日本）
 山陰本線
諸寄駅 - 居組駅 - 東浜駅